# Nalin Malik
Nalin Chandra Malik (ur. w 1910 w Kalkucie, zm. ?) – indyjski pływak, olimpijczyk.
Brał udział na Letnich Igrzyskach Olimpijskich 1932.
Startował na 400 i 1500 m stylem dowolnym (odpadł w eliminacjach).